# 西村利温
西村 利温（にしむら としよし、1890年〈明治23年〉2月23日 - 1946年〈昭和21年〉4月9日）は、大日本帝国陸軍の軍人。最終階級は陸軍中将。功四級。旧姓は甲村。

## 経歴
1890年（明治23年）に東京府で生まれた。陸軍士官学校第22期、陸軍大学校第32期卒業。1933年（昭和8年）12月20日、陸軍工兵大佐進級と同時に電信第3大隊長（関東軍）に就任し、満州事変に出動。1936年（昭和11年）3月に第5師団参謀長に転じた。
1937年（昭和12年）11月1日に陸軍少将に進級し、長崎要塞司令官に着任。1938年（昭和13年）7月に西部防衛参謀長に転じ、1940年（昭和15年）3月9日に第16師団司令部附となり、8月1日に陸軍中将進級と同時に待命、8月31日に予備役に編入された。1942年（昭和17年）1月19日に召集され、羅津要塞司令官に就任した。

## 栄典
勲章
- 1939年（昭和14年）8月11日 - 勲二等瑞宝章[4]
- 1940年（昭和15年）8月15日 - 紀元二千六百年祝典記念章[5]